# Militärflugplatz Migalowo

i7
i11
i13
Der Militärflugplatz Migalowo (russisch Аэродром Мигалово) liegt in der Oblast Twer in der Nähe der Stadt Twer. Der Flugplatz hat eine Start- und Landebahn 07/25 mit einer Länge von 2500 m. Der ICAO-Code lautet UUEM, der IATA-Code KLD.